# Mirosław Gronicki
Mirosław Gronicki (ur. 26 grudnia 1950 w Pucku) – polski ekonomista, minister finansów w rządzie Marka Belki.

## Życiorys
W 1972 ukończył studia ekonomiczne na Wydziale Ekonomiki Transportu Uniwersytetu Gdańskiego. W 1977 uzyskał stopień doktora nauk ekonomicznych na tej uczelni. Od 1987 do 1993 był zatrudniony w zagranicznych instytucjach naukowych, m.in. na University of Pennsylvania w Filadelfii (w latach 1987–1988 był stypendystą Programu Fulbrighta), Uniwersytecie Karola w Pradze oraz w ICESAD w Kitakiusiu. Pracował w organizacjach międzynarodowych, tj. Bank Światowy, ONZ i UE, zajmował się również consultingiem.
Po powrocie do Polski do 1998 był makroekonomistą w Instytucie Badań nad Gospodarką Rynkową w Gdańsku. W 1999 został współpracownikiem Centrum Analiz Społeczno-Ekonomicznych. W fundacji CASE kierował kilkoma projektami badawczymi dotyczącymi analizy makroekonomicznej oraz prognoz gospodarczych dla Polski, Ukrainy, Gruzji i Kirgistanu. Był doradcą rządów Bułgarii, Turkmenistanu i Słowacji. Jest autorem i współautorem licznych publikacji, w tym kilku książek.
W latach 2000–2004 pełnił funkcję głównego ekonomisty Banku Millennium S.A. Od 21 lipca 2004 do 31 października 2005 sprawował urząd ministra finansów w drugim rządzie Marka Belki. W 2010 prezydent RP Lech Kaczyński powołał go na członka Narodowej Rady Rozwoju.